# Сричкова писменост
Сричковите писмености, известни още като силабари, са писмености, при които различните графеми се използват за обозначаване на срички от съответния език. Така сричковите писмености се различават от логографическите писмености, при които графемите обозначават цели думи и от позвуковите писмености (като азбуката), при които графемите обозначават отделни звукове.

## История и разпространение
Сричкови писмености са възникнали на различни места по света, най-вероятно без връзка или оказване на някакво влияние помежду си. Много от древните писмености, като например клинописното писмо и писмеността на маите са съдържали графеми за отделните срички от съответните езици. Въпреки малкият брой останали в днешно време използвани писмености от този вид, те не трябва да бъдат възприемани като по-ниско стъпало в еволюцията на човешката писменост. Напротив, има езици по света, чиято структура със силно ограничен брой възможни срички прави сричковите писмености подходящи за използване. Най-известният пример е японският език, който използва успоредно две сричкови писмености, катакана и хирагана.

## Особености
Сричкови писмености понякога могат да бъдат объркани с абугиди, вид звукова писменост; това се случва когато сричките от дадения език са предимно от типа съгласна+гласна. Трябва да се помни, че при абугидата графемите, макар че също обозначават съгласен звук, последван от гласен, различаването на отделните гласни става посредством модификации на основния знак, бележещ съгласната. От друга страна, при сричковите писмености, графемата за всяка сричка е различна.